# 庫德里亞希夫卡
49°2′2″N 38°26′45″E / 49.03389°N 38.44583°E
庫德里亞希夫卡（烏克蘭語：Кудряшівка）是位於烏克蘭東部的村莊，由盧甘斯克州北頓涅茨克區的魯比日內市鎮負責管轄。該村始建於1812年，面積3.16平方公里，海拔高度111米，2001年人口1,390，人口密度每平方公里439.9人。